# 岐阜県立大垣南高等学校
岐阜県立大垣南高等学校（ぎふけんりつおおがきみなみこうとうがっこう）は、岐阜県大垣市にある公立高等学校。地元では南高と呼ばれる事が多い。

## 学校概要
- 創立 1949年（昭和24年）
- 学科 全日制普通科
- 所在地 大垣市浅中2-69
- 制服 （冬服） 男子は詰襟の学生服、女子は濃紺のセーラー服  （夏服） 男女共に白色のカッターシャツもしくは開襟シャツ
- 靴下は色の指定は無いが無地のみ、靴も白基調。

## 沿革
- 1949年 - 大垣市美和町（現在は大垣東高校の敷地である）に設立
- 1974年 - 現在地である大垣市浅中に移転。学校群制度導入。大垣東高校と西濃学区2群、大垣北高校と同3群を組む。
- 1978年 - 創立30周年記念事業で北舎と南舎の間にある中庭に校章を模った人造池「おもだか池」が造られる。
- 1980年 - 学校群改編され、大垣東高校と新たに西濃学区2群を組む。
- 1983年 - 学校群制度廃止。
- 1998年 - 創立50周年記念事業で鉄筋2階建の同窓会館「南風館」落成。学習活動や部活動の研修施設として利用されている。

## 特色

### 構成
2002年頃までは、40人学級の8クラス編成で一学年320人という定員で構成されていた。しかし、西濃学区の生徒減少に伴い、40人学級の7クラス編成で一学年280人という定員で構成されていたが、現在は35人学級7クラス編成で一学年240人定員となった。

### 募集定員と受験傾向
定員のうちの5割（140人）の生徒を岐阜県教育委員会が定めるところの特色化選抜入試の枠として設け、そこから指し引いた人数分（140名）が一般選抜入試の募集定員となっている。養老鉄道養老線の最寄駅が学校に近いため、市内だけではなく、養老町や南濃町、海津町（二つとも現海津市）や揖斐郡部など養老鉄道沿線の生徒が通学しやすいことも少なからず影響している。

### 学校の立地と周辺の環境
大垣市内の中でもやや養老町よりであり、のどかな田園風景が広がっている。国道258号線や名神高速道路といった交通量の多い道路が近くを走るが、いたって静かである。通学はほぼ全員が養老鉄道を利用するか自転車利用となっている。
近隣には大垣特別支援学校があり、定期的に大垣特別支援学校の生徒との交流が行われ結びつきが強い。隣接する浅中公園総合グラウンド（通称アスピック）には市内最大級の陸上競技場や野球場等があり、南高でも部活等でよく使うことがある。

### 過去に行われていた行事
- 正式な名称は不明だが、宿泊研修などと呼ばれていた新入生の合宿があった。2000年代前半ごろ辺りまで行われていた行事で、毎年4月ごろに石川県の能登や滋賀県竜王町の研修施設に新一年生全員が宿泊し、学友との親睦を図り、高校での学習習慣をつける事を狙いとした合宿が存在した。内容は詩吟のような口調で、校訓の一節を復唱するといった物や、地引網、金沢大学の見学などが盛り込まれ、個性的なものであったといわれる。
- 例年文化祭でもっとも人気が高いステージ発表の一つに職員劇というものがあった。これはキャストとして舞台に立つ教職員の有志を募り、15分程の芝居を生徒の前で披露するというものである。毎年サスペンス・ミステリー仕立ての作品になっており、推理編、解決編に分かれ、幕間に生徒は誰が真犯人であったか、その動機は何かを推理し、見事推理が的中した生徒には景品（図書券）が進呈されていたが、現在は行われていない。
- 体育祭が行われていたが現在は行われておらず、「スポーツフェスティバル」という名のバレーボール大会が行われている。現在はバレーボール大会が年に２回開かれるというおかしな行事構成である。

### その他行事
- 2001年からは希望者を募り毎年3月ごろにアメリカ合衆国ユタ州での語学研修を実施している。一回目を実施した後にアメリカ同時多発テロが発生した影響で2年間中断されていたが、現在は特色のある行事として毎年実施されている。
- 毎年3月には、その年度の中で、南高の知名度の向上や功労が認められた者に、「おもだか賞」が与えられる。おもだか賞は生徒会活動部門、体育系部活動部門、文化系活動部門、その他の活動部門に分けられ、それぞれ複数名ずつ授与される。「おもだか」とは校章のモチーフにもなっている植物の名である。
- 9月上旬には文化祭が催される。「南高祭」と呼ばれている。文化祭は各クラスのステージ発表や模擬店、文化系部活の展示・発表その他に格技場で有志によるバンドステージが行われる。体育祭は現在は行われていない。
- 修学旅行先は岐阜県内では一般的な沖縄である。遡ると昔は九州方面が定番だったが、修学旅行における飛行機での移動が解禁され、南高は県内でもいち早く沖縄方面への旅行を実施した。一時期国際人養成の為中国への修学旅行が実施された（平成12年度のみ）がこれもアメリカ同時多発テロやSARS感染を危惧して中断し、代替の旅行として東京方面（平成13年度のみ）に行った年もあったが、現在は再び沖縄に行くという方向に修正している。
- 毎年2月にはカルタ大会が生徒会主導で催される。1・2年生生徒がそれぞれ体育館に集まり6～7人のグループで小倉百人一首のカルタ取りを行うものである。体育館での予選を勝ち抜いた生徒は後日、南風館で行われる本戦に出場し、その年の優勝者を決める熱戦を繰り広げる。例年、本戦に出場したものにはその成績に応じて、賞状と景品（図書券等）が授与される。

## 部活動

### 運動系部活動
フェンシング部は全国レベルの大会に常連であり、世界大会やインターハイ、全国選抜大会、国体で優勝した実績を持つ。
野球部は夏の大会（平成4年・平成6年・平成11年・平成20年）で4度決勝へ進み、それぞれ県準優勝を果たしている。
かつて何度も日本一に輝いた水球部は、大垣東高へと受け継がれている。
運動系部活動一覧
- 野球部
- サッカー部
- バスケットボール部
- フェンシング部
- テニス部
- バドミントン部
- バレーボール部
- 陸上競技部
- ハンドボール部
- 卓球部

### 文化系部活動
岐阜県下では唯一のオーケストラ部があり、オーケストラフェスタという演奏会に出場している。2005年4月には愛知万博のオーストラリア館で行われたオーストラリアの高校生とのジョイントコンサートを行った。演劇部は中部大会出場の実績がある。
文化系部活動一覧
- オーケストラ部
- 演劇部
- 美術・写真部
- 茶華道部
- 書道部

## 著名な出身者
- 嶋聡 - 元民主党衆議院議員島さとし、ソフトバンク社長室長、顧問
- 朝倉和仁 - 輪之内町長
- 赤尾信敏 - 元日本アセアンセンター事務総長　元在タイ日本国大使館　特命全権大使
- 伊藤之雄 - 政治学者、歴史学者、京都大学名誉教授
- 服部勉 - 微生物学者、東北大学名誉教授
- 稲城 玲子 - 東京大学大学院医学系研究科特任教授
- 増田 隆夫 - 北海道大学前副学長、室蘭工業大学副学長
- 林山 泰久 - 東北大学大学院経済学研究科 教授
- 安田隆夫 - 激安の殿堂ドン・キホーテ創業者
- 椎葉忠志 - 株式会社Aiming CEO、ONE-UP株式会社元代表取締役
- 水谷暢宏 - 元吉本興業 代表取締役社長、吉本総合芸能学院前校長、第6-10回M-1グランプリプロデューサー
- 土屋礼一 - 日本画家、日展副理事長、金沢美術工芸大学名誉教授
- 松岡憲治 - タレント、元笑っていいとも!レギュラー、俳優、元TBSプロデューサー
- 稲川良夫 - 第11回『アメリカ横断ウルトラクイズ』優勝者、立命館大学クイズソサエティ（RUQS）初代会長
- 浅野正紀 - NHKアナウンサー
- 勝沼紀義 - 声優
- 敦士 - 『めちゃ×2イケてるッ!』レギュラーメンバー、ファッション雑誌『Gainer』モデル、ヤマハ発動機CM出演
- 大橋夏菜 - モデル　元レースクイーン　キリンビールCM出演
- 日比野真 - Jリーグ サッカー審判員
- 清水咲斗子 - アニソン歌手 『天空戦記シュラト』、『鉄人28号FX』、『機動戦士SDガンダム』 OP&ED曲等
- ギフト☆矢野 - お笑い芸人
- 早崎靖典 - リコーダー奏者
- ますみ - ミュージシャン、Wizardギタリスト
- 早川清一 - 仁愛大学 人間学部 心理学科長

## アクセス
- 養老鉄道養老線 「大外羽駅」より徒歩10分

＊大垣市立図書館から徒歩2時間30分